# Gastrotheca ruizi
Espèce
Statut de conservation UICN

 NT  : Quasi menacé
Gastrotheca ruizi est une espèce d'amphibiens de la famille des Hemiphractidae.

## Répartition
Cette espèce est endémique du département de Putumayo en Colombie. Elle se rencontre à Mocoa de 2 200 à 2 250 m d'altitude sur le versant amazonien du Nudo de Pasto dans la cordillère Orientale.

## Description
Les mâles mesurent jusqu'à 67,4 mm et les femelles jusqu'à 78,0 mm.

## Étymologie
Cette espèce est nommée en l'honneur de Pedro Miguel Ruíz-Carranza.

## Publication originale
- Duellman et Burrowes, 1986 : A new species of marsupial frog (Hylidae: Gastrotheca) from the Andes of southern Colombia. Occasional Papers of the Museum of Natural History University of Kansas, vol. 120, p. 1–11 (texte intégral).